# Job
Job je svetopisemsko ime. V Sloveniji je med moškimi imeni po pogostosti na 882. mestu, med vsemi pa na 1.737. mestu.